# Pinstripe Bowl
El Pinstripe Bowl, llamado New Era Pinstripe Bowl por razones de patrocinio, es un Bowl de fútbol americano universitario aprobado por la NCAA que se juega a finales de diciembre en el Yankee Stadium en El Bronx, ciudad de Nueva York desde el 2010. Es uno de los tres bowl que se juegan al aire libre durante el periodo de clima frío junto al Military Bowl y el Fenway Bowl

## Historia
El bowl fue creado en el 2010 y es organizado por los New York Yankees de la MLB, además que desde su fundación es patrocinado por New Era Cap Company, y el partido enfrentaba en sus inicios a equipos de la American, Big 12 y la desaparecida Big East, ya que actualmente enfrenta a equipos de la Atlantic Coast Conference y Big Ten Conference, al menos hasta el 2025.
La edición inaugural se jugó el 30 de diciembre de 2010, y fue hasta 2014 que cambiaron a los participantes, ya que a partir de ese año enfrentaban a equipos de la Atlantic Coast Conference (ACC) team against a Big Ten.
Se ha jugado en casi tadas las ediciones, siendo la primera edición cancelada la del 2020 por extrema precausión a causa de la Pandemia de Covid-19.

## Resultados
| Año0 | Campeón                                | Campeón                                | Finalista                              | Finalista                              | Asistencia |
| ---- | -------------------------------------- | -------------------------------------- | -------------------------------------- | -------------------------------------- | ---------- |
| 2010 | Syracuse                               | 36                                     | Kansas State                           | 34                                     | 38,274     |
| 2011 | Rutgers                                | 27                                     | Iowa State                             | 13                                     | 38,328     |
| 2012 | Syracuse                               | 38                                     | West Virginia                          | 14                                     | 39,098     |
| 2013 | n.º 25 Notre Dame                      | 29                                     | Rutgers                                | 16                                     | 47,122     |
| 2014 | Penn State                             | 31                                     | Boston College                         | 30 (t.e.)                              | 49,012     |
| 2015 | Duke                                   | 44                                     | Indiana                                | 41 (t.e.)                              | 37,218     |
| 2016 | Northwestern                           | 31                                     | n.º 22 Pittsburgh                      | 24                                     | 37,918     |
| 2017 | Iowa                                   | 27                                     | Boston College                         | 20                                     | 37,667     |
| 2018 | Wisconsin                              | 35                                     | Miami (FL)                             | 3                                      | 37 821     |
| 2019 | Michigan State                         | 27                                     | Wake Forest                            | 21                                     | 36 895     |
| 2020 | Cancelado por la pandemia de Covid-19. | Cancelado por la pandemia de Covid-19. | Cancelado por la pandemia de Covid-19. | Cancelado por la pandemia de Covid-19. | [ 10 ]     |
| 2021 | Maryland                               | 54                                     | Virginia Tech                          | 10                                     | 29 653     |

- Fuente:[11]

## Más Apariciones

### Por Equipo
| # | Equipo         | Apariciones | Récord |
| - | -------------- | ----------- | ------ |
| 1 | Syracuse       | 2           | 2–0    |
| 1 | Rutgers        | 2           | 1–1    |
| 1 | Boston College | 2           | 0–2    |

Equipos con una sola aparición
- Ganaron (8): Duke, Iowa, Maryland, Michigan State, Northwestern, Notre Dame, Penn State, Wisconsin
- Perdieron (8): Indiana, Iowa State, Kansas State, Miami (FL), Pittsburgh, Virginia Tech, Wake Forest, West Virginia

### Por Conferencia
| Conferencia    | Récord | Récord | Récord | Récord                             | Apariciones                        | Apariciones |
| Conferencia    | J      | G      | P      | Ganaron                            | Perdieron                          |             |
| -------------- | ------ | ------ | ------ | ---------------------------------- | ---------------------------------- | ----------- |
| Big Ten        | 7      | 6      | 1      | 2014, 2016, 2017, 2018, 2019, 2021 | 2015                               |             |
| ACC            | 7      | 1      | 6      | 2015                               | 2014, 2016, 2017, 2018, 2019, 2021 |             |
| The American   | 4      | 3      | 1      | 2010, 2011, 2012                   | 2013                               |             |
| Big 12         | 3      | 0      | 3      |                                    | 2010, 2011, 2012                   |             |
| Independientes | 1      | 1      | 0      | 2013                               |                                    |             |

- El récord de American incluye apariciones de Syracuse (2010, 2012) y Rutgers (2011), cuando eran de la desaparecida Big East, y The American es su sucesor desde la realineación de conferencias en 2013 en fútbol americano.
- Apariciones independientes: Notre Dame (2013)

## MVP

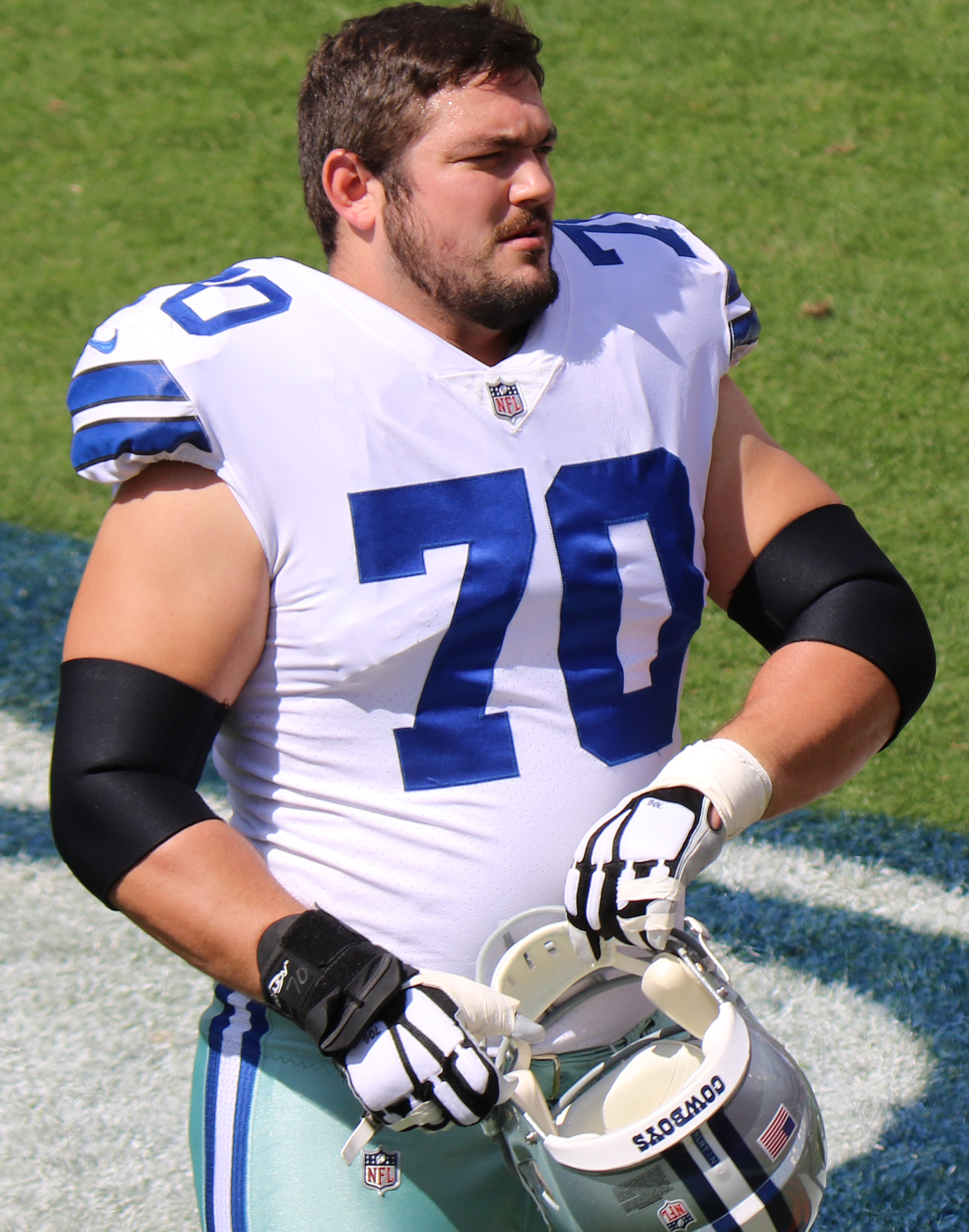
El MVP de 2013 Zack Martin

El trofeo del MVP se llama David C. Koch MVP Trophy, named after a former president of the New Era Cap Company.
| Año  | MVP                  | Equipo         | Posición |
| ---- | -------------------- | -------------- | -------- |
| 2010 | Delone Carter        | Syracuse       | RB       |
| 2011 | Jawan Jamison        | Rutgers        | RB       |
| 2012 | Prince-Tyson Gulley  | Syracuse       | RB       |
| 2013 | Zack Martin          | Notre Dame     | OT       |
| 2014 | Christian Hackenberg | Penn State     | QB       |
| 2015 | Thomas Sirk          | Duke           | QB       |
| 2015 | Shaun Wilson         | Duke           | RB       |
| 2016 | Justin Jackson       | Northwestern   | RB       |
| 2017 | Akrum Wadley         | Iowa           | RB       |
| 2018 | Jonathan Taylor      | Wisconsin      | RB       |
| 2019 | Brian Lewerke        | Michigan State | QB       |
| 2021 | Taulia Tagovailoa    | Maryland       | QB       |

## Récords
| Equipo                             | Récord, Equipo vs. Rival                                                      | Año       |
| ---------------------------------- | ----------------------------------------------------------------------------- | --------- |
| Más Puntos Anotados                | 54, Maryland vs. Virginia Tech                                                | 2021      |
| Más Puntos Anotados (perdedor)     | 41, Indiana vs. Duke                                                          | 2015      |
| Más Puntos en Conjunto             | 85, Duke vs. Indiana                                                          | 2015      |
| Menos Puntos Permitidos            | 3, Wisconsin vs. Miami (FL)                                                   | 2018      |
| Mayor victoria                     | 44, Maryland vs. Virginia Tech                                                | 2021      |
| Yardas Totales                     | 667, Indiana vs. Duke                                                         | 2015      |
| Yardas Terrestres                  | 382, Duke vs. Indiana                                                         | 2015      |
| Yardas Aéreas                      | 389, Indiana vs. Duke                                                         | 2015      |
| First downs                        | 33, Indiana vs. Duke                                                          | 2015      |
| Menos Yardas Permitidas            | 169, Wisconsin vs. Miami (FL)                                                 | 2018      |
| Menos Yardas Terrestres Permitidas | 80, Notre Dame vs. Rutgers                                                    | 2013      |
| Menos Yardas Aéreas Permitidas     | 48, Wisconsin vs. Miami (FL)                                                  | 2018      |
| Individual                         | Récord, Jugador, Equipo                                                       | Año       |
| Touchdowns Totales                 | 3, varios-más recientemente: Justin Jackson (Northwestern)                    | 2016      |
| Yardas Terrestres                  | 227, Devine Redding (Indiana)                                                 | 2015      |
| Touchdowns Terrestres              | 3, compartido por: Daniel Thomas (Kansas State) Justin Jackson (Northwestern) | 2010 2016 |
| Yardas Aéreas                      | 389, Nate Sudfeld (Indiana)                                                   | 2015      |
| Pases de Touchdown                 | 4, Christian Hackenberg (Penn State)                                          | 2014      |
| Yardas por Recepción               | 172, Marcus Sales (Syracuse)                                                  | 2010      |
| Recepciones de Touchdown           | 3, Marcus Sales (Syracuse)                                                    | 2010      |
| Intercepciones                     | 1, varios jugadores                                                           |           |
| Jugadas Largas                     | Récord, Nombre, Equipo                                                        | Año       |
| Touchdown Terrestres               | 85 yds., Shaun Wilson (Duke)                                                  | 2015      |
| Pase de Touchdown                  | 86 yds., Brandon Coleman de Chas Dodd (Rutgers)                               | 2011      |
| Regreso de Kickoff                 | 98 yds., Shaun Wilson (Duke)                                                  | 2015      |
| Regreso de Despeje                 | 92 yds., Tarheeb Still (Maryland)                                             | 2021      |
| Regreso de Intercepción            | 30 yds., Eric Burrell (Washington)                                            | 2018      |
| Regres de Fumble                   | 11 yds., Connor Blumrick (Maryland)                                           | 2021      |
| Despeje                            | 59 yds., Colton Spangler (Maryland)                                           | 2021      |
| Gol de Campo                       | 52 yds., Ross Martin (Duke)                                                   | 2015      |